# Sky Tower (Breslavia)
La Sky Tower es un rascacielos en la ciudad de Breslavia, Polonia. Su construcción comenzó en el mes de diciembre de 2007 con la demolición del edificio Poltegor Centre, que tenía una altura de 125 metros y 25 plantas y que hasta entonces era el edificio más alto de la ciudad. Es el edificio residencial más alto de la Unión Europea. En la 49 planta hay un mirador de acceso público. 

## Diseño
El complejo consta de tres edificios interconectados:
- Edificio B1: de 3 pisos de altura, que incluye, entre otros un centro comercial.
- Edificio B2: de 50 pisos, es la torre principal. Alberga 184 apartamentos y oficinas.
- Edificio B3: de 19 pisos. En él hay 52 apartamentos y oficinas.

En un principio el rascacielos iba a tener una altura de 258 metros en una superficie de 260.000 metros cuadrados. El proyecto incluía apartamentos residenciales y oficinas, y se convertiría en el edificio más alto de Polonia, superando al actual, el Palacio de la Cultura y la Ciencia de 237 metros en Varsovia.
Sin embargo, como muchas otras construcciones por todo el mundo, la Sky Tower se vio afectada por la crisis económica mundial y su construcción estuvo paralizada durante todo un año. En noviembre de 2009 un inversor particular, uno de los hombres más ricos de Polonia, Leszek Czarnecki, aseguró que el proyecto sería rediseñado y su altura reducida a 212 metros.
Actualmente es el segundo edificio más alto de Polonia.